# 庫克灣 (南喬治亞群島)
庫克灣（英語：Cook Bay）是南極洲的海灣，位於南喬治亞群島，西部有燈塔灣和奧拉夫王子港，寬2.4公里，由英國研究隊繪入地圖，由英國海外領土管轄。